# Сегян-Кюёль
Сегян-Кюёль (якут. Сиэгэн Күөл) — село в Кобяйском улусе Республики Саха (Якутия) России. Административный центр Кировского национального наслега.

## География
Село находится в центральной части Якутии, в пределах Приверхоянской водно-ледниковой равнины, к югу от Муннийского хребта, на правом берегу реки Тумара, на расстоянии примерно 138 километров (по прямой) к востоку от посёлка Сангар, административного центра улуса.
Абсолютная высота — 185 метров над уровнем моря. 30 мая 2024 года в поселке отмечен новый абсолютный температурный максимальный прогрев мая и календарной весны, температура достигла +29.3, а в находящемся недалеко посёлке Томпо +29.4, а 29 мая 2024 года +28.2, что заметно превысило прежние майские максимумы сезона, когда-либо наблюдавшиеся ранее. Самая низкая температура в Сегян-Кюёле произошла дважды подряд утром 6-7 января 1982, оба раза понизившись несколько менее -60°, до -60.2° и -60.5°, что однако на +12.5° выше неофициального минимума в Кадыкчане в эти же утра с цифры -72.8°, интересно, что по абсолютному минимуму город крайне похож на Токо, самый низкий в Хабаровском крае и почти догоняет его, где он только несколько ниже, -60.9° с января 1996, на 14 лет позже. 
Часовой пояс
Село Сегян-Кюёль находится в часовой зоне МСК+6. Смещение применяемого времени относительно UTC составляет +9:00.

## Население
| 2002 | 2010 | 2021 |
| ---- | ---- | ---- |
| 430  | ↘395 | ↘242 |

Половой состав
По данным Всероссийской переписи населения 2010 года в гендерной структуре населения мужчины составляли 49,1 %, женщины — соответственно 50,9 %.
Национальный состав
Согласно результатам переписи 2002 года, в национальной структуре населения якуты составляли 69 % из 430 чел. По оценке на 1 января 2009 года из 364 жителей села, эвены составили 105 человек (29 %), эвенки — 2 человека (0,5 %).

## Улицы
Уличная сеть села состоит из четырёх улиц.

## Транспорт
Проходит автомобильная дорога регионального значения98К-021 «Себян» (Батамай — Сегян-Кюёль — Себян-Кюёль — Суордах — Дулгалах — автодорога 98К-009 «Верхоянье»).